# 미야자키촌 (후쿠이현)
미야자키촌(宮崎村)은 후쿠이현 뉴군에 존재했던 촌이다. 2005년 2월 1일 미야자키촌 및 같은 뉴군의 오타정, 아사히정, 에치젠정 등 3정 1촌이 합병, 에치젠정이 새롭게 설치되고 폐지되었다. 에치젠야키(越前焼)로 알려진 땅이다.

## 역사
- 1889년 4월 1일 - 정촌제 시행과 함께 17개촌의 구역으로 성립하였다.
- 2005년 2월 1일 - 미야자키촌 및 구 에치젠정과 오타정, 아사히정 등 3정 1촌이 합병, 새로운 에치젠정이 성립하였다. 동일 미야자키촌 등은 폐지되었다.

## 교통

### 도로
- 국도 365호선